# Adolf Daucher
Adolf Daucher starší, uváděn i jako Adolf Dacher (mezi roky 1460 a 1465 Ulm – mezi roky 1523 a 1525 Augsburg) byl německý řezbář a sochař působící na pomezí pozdní gotiky a počátků renesance ve střední Evropě.

## Životopis
Narodil se v Ulmu, jeho otcem byl malíř Bartoloměj z Vídně. Ještě v Ulmu se oženil,za manželku si vzal Afru, sestru německého gotického sochaře Gregora Erharta, se kterým úzce spolupracoval na některých významných pracích. Po přestěhování z Ulmu do Augspurku je tam v roce 1491 uváděn jako „Bildhauer aus Ulm“). Spolupracoval rovněž s Hansem Holbeinem starším – například při vytváření oltáře pro kostel cisterciáckého kláštera v Kaisheimu.
Jeho syn Hans Daucher (někdy uváděný jako Hans Adolf či Adolf Daucher mladší) byl rovněž sochař.

## Výběr z díla
- 1493 Simpertův oltář v kostele sv. Ulricha a Afry v Augsburgu
- 1498 Oltář v kostele sv. Ulricha a Afry v Augsburgu
- 1502 Oltář v klášterním kostele v Kaisheimu, oltář v kostele svatého Mořice v Augsburgu
- 1509 Kaple Fuggerů v kostele sv. Anny v Augsburgu
- 1520–22 Oltář v kostele sv. Anny v Annabergu, společně se synem Hansem Daucherem
- 1521 – Mramorový reliéf v míšeňském dómu